# Confintesa
Confintesa è una Confederazione sindacale presente su tutto il territorio nazionale fin dal 2003, anno della sua fondazione, attiva soprattutto nel pubblico impiego. Dalla sua fondazione ha espresso forti critiche sul sistema di rappresentanza sindacale esistente in Italia e propone una sua riforma, ad iniziare dalla propria struttura e funzionamento.

## Storia

### Nascita di Federazione Intesa
Le radici di Confintesa risalgono al 18 settembre 2000 con la costituzione della Federazione INTESA, inizialmente focalizzata sul settore pubblico.
Il 23 dicembre 2003, due sindacati già rappresentativi nel Pubblico Impiego privatizzato, Federazione INTESA e SNAPRECOM (Sindacato Nazionale Autonomo della Presidenza del Consiglio dei Ministri) danno vita a Confintesa, che nasce, pertanto, con la caratteristica di essere già Confederazione maggiormente rappresentativa nell'ambito dei comparti del Pubblico Impiego.
Dal 2004, per diversi anni, ha sostenuto accesi contenziosi proprio per il riconoscimento della sua autonomia con altre Confederazioni e, per il riconoscimento della propria soglia di rappresentatività sindacale, con Aran.

#### L'accordo con l'Ugl
Nel giugno 2010 la Federazione INTESA firma un accordo con la UGL (Unione Generale del Lavoro) che dà vita alla formazione sindacale UGL-INTESA FP, riconosciuta maggiormente rappresentativa per il comparto dei ministeri nel triennio 2013-15.
 Nel 2012 è eletto il primo segretario generale di UGL-Intesa Funzione pubblica: Francesco Prudenzano.
Questo sodalizio si scioglie, con accordo, alla fine del 2015.

### Confintesa
Federazione INTESA nel gennaio 2016 ritorna al progetto originario, riprendendo il percorso di Confintesa e rilanciando l'attività confederale in tutti gli ambiti contrattuali. Prudenzano assume la Segreteria generale della Confederazione.

#### Adesione al Testo Unico sulla Rappresentanza
Il 25 settembre 2015 Confintesa aderisce al Testo Unico sulla Rappresentanza del 10 gennaio 2014, sottoscritto da Confindustria. Da quella data, pertanto, Confintesa si è impegnata a rispettare e far rispettare le regole contenute nel Testo Unico e negli accordi collegati, ovvero l’Accordo Interconfederale del 28 giugno 2011 e il Protocollo d’Intesa del 31 maggio 2013.

#### Il Rilancio del 2016
Dopo il recupero del progetto confederale, Confintesa mette in cantiere una serie di iniziative che le permettono di rilanciare il suo nome e la sua immagine . Tra le mission principali, vi è quella di auto-riformare i modelli di rappresentanza sindacale.

I punti critici evidenziati da Confintesa nei confronti del mondo sindacale sono:

- la mancanza di regole interne trasparenti
- la mancanza di una certificazione reale della contabilità e dell'uso delle risorse
- la presenza di consuetudini e procedure, in voga sin dal dopoguerra nell'ambito del lavoro privato, che non permettono la libera scelta sindacale dei lavoratori.

Tra le cose che Confintesa ha attuato al suo interno e proposto vi è: 
1. l'adozione di un Regolamento interno ex d. lgs. 231/01 (seppur non obbligatorio per sindacati), che adegua la normativa italiana ad alcune importanti Direttive dell’Unione Europea, superando il tradizionale principio societas delinquere non potest.
2. la richiesta di applicazione dell'art. 39 della Costituzione
3. la richiesta di definire i sistemi di misurazione della rappresentatività sindacale nell'ambito del lavoro privato in forma generale e astratta, per superare un sistema sindacale bloccato.

Sulle questioni economiche e sociali, Confintesa sostiene la creazione di nuove opportunità e promuove la "generatività" per combattere la stagnazione.

#### Il No al Referendum di riforma Costituzionale
CONFINTESA si è espressa per il No al Referendum costituzionale in Italia del 2016 per l’approvazione del ddl Boschi-Renzi del 4 dicembre 2016.
Il 2 settembre 2020 è eletto come nuovo presidente Massimo Visconti  ed è confermato nella sua carica, per un ulteriore triennio, dal Consiglio Direttivo Confederale il 24 settembre 2023. Segretario Generale è Francesco Prudenzano, confermato il 29 ottobre 2022 dalla Consulta Confederale.

#### XI Consiliatura CNEL
Il 22 settembre 2023 il Presidente di Confintesa, Massimo Visconti, viene nominato componente dell’Assemblea del Consiglio Nazionale dell’Economia e del Lavoro (CNEL) .

## Struttura
- Segretario Generale
- Presidente
- Segreteria Generale Confederale
- Consiglio Direttivo Confederale
- Consulta Confederale [6]

### Dipartimenti e federazioni
Confintesa è articolata in 4 dipartimenti:
- Formazione,
- Relazioni esterne,
- Affari Giuridici,
- Servizi e Convenzioni

Partecipa all'ente bilaterale EBICONF.

Conta complessivamente 21 Federazioni nazionali, di cui undici operano nel mondo del lavoro privato, oltre ad una federazione di pensionati.

Confintesa ha una significativa presenza in Italia con 95 sedi distribuite in 17 regioni e 51 province. Oltre alle sedi regionali, mantiene una rete di sedi provinciali e comunali per garantire un coinvolgimento più diretto con lavoratori e datori di lavoro a livello locale.
Punta sulla qualità e la partecipazione attiva dei suoi membri. La sua base associativa comprende lavoratori sia del settore pubblico (storicamente il nucleo iniziale) che del settore privato (con una strategia di espansione in vari settori come servizi, sicurezza privata, trasporti, sanità, metalmeccanica, agricoltura, marittimo, poste e istruzione). Confintesa ha anche una federazione dedicata ai pensionati e ha lanciato "Confintesa Nuove Generazioni" per coinvolgere i giovani.
Risulta firmataria, con le sue Federazioni di categoria, di 24 contratti collettivi nazionali per il lavoro privato, del CCNL delle Funzioni Centrali per il Pubblico Impiego depositati al CNEL. E' rappresentativa nell'autonomo comparto della Regione Siciliana. Inoltre sottoscrive i CCNL della Sanità privata con ARIS e AIOP.